# Take Back the Night (canción)
«Take Back The Night» —en español: «Recuperar la noche»— es una canción del cantante estadounidense Justin Timberlake para su cuarto álbum de estudio, The 20/20 Experience 2 of 2 (2013). Fue escrita y producida por Timberlake, Timothy "Timbaland" Mosley y Jerome "J-Roc" Harmon, con la escritura adicional de James Fauntleroy. La canción fue lanzada el 12 de julio de 2013 como el primer sencillo de The 20/20 Experience (2 of 2). «Take Back the Night» es una canción de los géneros disco y R&B que trata líricamente un interés potencial de amor.

## Video musical
El video musical de «Take Back the Night» fue estrenado el 18 de julio de 2013 y transcurre en la ciudad de Nueva York. En el video, Timberlake camina por las calles de Chinatown y utiliza un traje negro y blanco mientras va por la acera. En otra escena, se le ve viajando en un «coche clásico» durante la noche. El video «Take Back the Night» fue dirigido por Jeff Nicholas, Jonathan Craven y Darren Craig. Según un comunicado de prensa, el video «se remonta a los días en que la vida nocturna gobernó la ciudad y atrae a todo el mundo al alcance del oído que la noche tiene un sinfín de posibilidades». A partir del 30 de julio a las 7 a. m., los fanes pudieron visitar un sitio web personalizado para un «viaje virtual a lo largo de la ciudad de Nueva York», que ofrecía datos curiosos sobre el video musical. Hashtags de Twitter serían incorporados para mejorar la experiencia.

## Lista de canciones
| - CD sencillo 1. "Take Back the Night" (Álbum version) – 5:53 2. "Take Back the Night" (Radio edit) – 4:33 | - Descarga digital 1. "Take Back the Night" – 5:55 |

## Posicionamiento en listas
| Listas (2013)                               | Mejor posición |
| ------------------------------------------- | -------------- |
| Alemania (Offizielle Deutsche Charts)       | 52             |
| Australia (ARIA)                            | 57             |
| Bélgica (Flandes) (Ultratop 50)             | 37             |
| Bélgica (Valonia) (Ultratip Bubbling Under) | 15             |
| Canadá (Canadian Hot 100)                   | 23             |
| Dinamarca (Tracklisten)                     | 37             |
| Escocia (Scottish Singles Sales Chart)      | 36             |
| Estados Unidos (Billboard Hot 100)          | 29             |
| Estados Unidos (Mainstream Top 40)          | 14             |
| Estados Unidos (Hot R&B/Hip-Hop Songs)      | 8              |
| Estados Unidos (Adult Top 40)               | 24             |
| Francia (SNEP)                              | 85             |
| Irlanda (IRMA)                              | 49             |
| Italia (FIMI)                               | 54             |
| Países Bajos (Mega Single Top 100)          | 38             |
| Reino Unido (UK Singles Chart)              | 24             |
| Suiza (Schweizer Hitparade)                 | 71             |

### Fin de año
| Lista (2013)                           | Posición |
| -------------------------------------- | -------- |
| Bélgica Urban (Ultratop Flanders)      | 33       |
| Estados Unidos (Hot R&B/Hip-Hop Songs) | 44       |
| Japón (Japan Hot 100)                  | 100      |
| Reino Unido (UK Singles Chart)         | 171      |

## Historial de lanzamientos
| País           | Fecha                | Formato                 | discográfica |
| -------------- | -------------------- | ----------------------- | ------------ |
| Alemania       | 12 de julio de 2013  | Descarga digital        | Sony         |
| Francia        | 12 de julio de 2013  | Descarga digital        | Sony         |
| Irlanda        | 12 de julio de 2013  | Descarga digital        | Sony         |
| Italia         | 12 de julio de 2013  | Descarga digital        | Sony         |
| Nueva Zelanda  | 12 de julio de 2013  | Descarga digital        | Sony         |
| Países Bajos   | 12 de julio de 2013  | Descarga digital        | Sony         |
| Estados Unidos | 12 de julio de 2013  | Descarga digital        | RCA          |
| Reino Unido    | 12 de julio de 2013  | Descarga digital        | RCA          |
| Estados Unidos | 16 de julio de 2013  | Radio hit contemporáneo | RCA          |
| Italia         | 26 de julio de 2013  | Radio hit contemporáneo | Sony         |
| Estados Unidos | 6 de agosto de 2013  | Radio Hot AC            | RCA          |
| Estados Unidos | 19 de agosto de 2013 | Radio Urbana            | RCA          |
| Alemania       | 30 de agosto de 2013 | CD single               | Sony         |